# ياغو سامبايو سيلفا
ياغو سامبايو سيلفا هو لاعب كرة قدم برازيلي في مركز الوسط، ولد في 21 مايو 1995 في ريو دي جانيرو في البرازيل. لعب مع غريميو بورتو أليغرينزي.

## وصلات خارجية
- ياغو سامبايو سيلفا على موقع قاعدة بيانات كرة القدم.إي يو (الإنجليزية)
- ياغو سامبايو سيلفا على موقع Soccerway.com (الإنجليزية)
- ياغو سامبايو سيلفا على موقع AS.com (الإسبانية)